# بول موكيلا
بول موكيلا (بالفرنسية: Paul Moukila)‏ (6 يونيو 1950 1992 فرنسا - ) هو لاعب كرة قدم كونغولي.

## روابط خارجية
- بول موكيلا على موقع الاتحاد الدولي (مؤرشف)  (الإنجليزية)
- بول موكيلا على موقع قاعدة بيانات كرة القدم.إي يو (الإنجليزية)
- بول موكيلا على موقع ناشيونال فوتبول تيمز (الإنجليزية)
- بول موكيلا على موقع Soccerway.com (الإنجليزية)
- بول موكيلا على موقع عالم كرة القدم.نت (الإنجليزية)